# Сафоновский сельсовет (Липецкая область)
Сафоновский сельсовет — бывшее сельское поселение в Добринском районе Липецкой области Российской Федерации.
Административный центр — посёлок Кооператор.

## История
Статус и границы сельского поселения установлены Законом Липецкой области от 23 сентября 2004 года № 126-ОЗ «Об установлении границ муниципальных образований Липецкой области».
Законом Липецкой области от 13 мая 2014 года № 281-ОЗ сельские поселения Добринский и Сафоновский сельсоветы объединены с 12 мая 2014 года в сельское поселение Добринский сельсовет.

## Население
| 2010 | 2012 | 2013 | 2014 |
| ---- | ---- | ---- | ---- |
| 628  | ↘607 | ↘584 | ↘573 |

## Состав сельского поселения
| № | Населённый пункт | Тип населённого пункта          | Население |
| - | ---------------- | ------------------------------- | --------- |
| 1 | Брянский         | посёлок                         | 13        |
| 2 | Киньшино         | деревня                         | 103       |
| 3 | Кооператор       | посёлок, административный центр | 393       |
| 4 | Наливкино        | деревня                         | 96        |
| 5 | Никанорово       | деревня                         | 12        |
| 6 | Сафоново         | село                            | 11        |
| 7 | Скучаи           | деревня                         | 0         |